# Neoplocaederus rusticus
Neoplocaederus rusticus là một loài bọ cánh cứng trong họ Cerambycidae.